# Distrito de Santa Ana de Huaycahuacho
El distrito de Santa Ana de Huaycahuacho es uno de los veintiún distritos que conforman la Provincia de Lucanas, ubicada en el Departamento de Ayacucho, (Perú). Es uno de los mayores productores de tuna y cochinilla en la sierra sur de Ayacucho, ya que tiene una gran variedad de estos frutos exóticos que se extienden a lo largo de su territorio. Debido al valor significativo de esta planta para el pueblo, cada año en el mes de marzo, se realiza un festival.  Huaycahuacho, es conocido también como "La esmeralda escondida del Valle de Sondondo". Cuna de grandes artistas costumbristas intérpretes de la Danza de las tijeras, y de gran trayectoria como la soprano, representante de la lírica andina, Ana Condori Sulca  "Siwar Q'ente".[cita requerida]

## Historia
El distrito fue creado mediante Ley No.14079 del 21 de mayo de 1962, en el gobierno del presidente Manuel Prado Ugarteche. Su capital es el centro poblado de Santa Ana de Huaycahuacho.

## División administrativa

### Centros poblados
- Santa Ana de Huaycahuacho, con 730 hab.

### Anexos
- Patarcancha
- Tayapampa
- Tampapucro

### Caseríos
- Ccollpapampa

## Autoridades

### Municipales
- 2023 - 2025[3]
  - Alcalde: Prof. Luis Alberto Bendezu Huamani
  - Regidores:

  1. Betty Yane Huamani Sulca
  2. Cantalicio Quispe Ccencho
  3. Norma Palomino Saravia
  4. Ibilio Hermes Garcia Nuñez
  5. Evaristo Gonzalo Quihui Flores

Alcaldes anteriores
- 2019-2022: Marlene Plácida Manza Díaz
- 2015-2018: Peter Yucra Tito
- 2011-2014: Lic. Maximiliana Sotelo Luque
- 2010-2011: Lic. Luis Alberto García Fuentes
- 2009-2010: Emerson Ccencho García
- 2003-2008: Mag. Linder Atauje Pumallihua

## Instituciones Educativas
- IE. Huaycahuacho (Inicial)
- IE. Víctor Moisés Bringas Roque (Primaria)
- IE. Santa Ana (Secundaria)

## Artistas Costumbristas
- Félix Ccencho (bailarín de  machuq)
- Tiula de Huaycahuacho (bailarín de  machuq)
- Gregorio Condori "Lapla de Huaycahuacho" (arpista)
- Jhonny Sotelo (arpista)
- Henry Condori "Boler de Huaycahuacho"
- Alfredo Ccencho "Uchucuta de Huaycahuacho" (arpista)
- Shordan Ccencho "Rakicha de Huaycahuacho" (arpista)
- Fredy Tito Palacios (arpista)
- Saturnino Garibay (violinista)
- Dacio Gonzales "Gintilcha mayor de Huaycahuacho" (volinsta)
- Primitivo Valenzuela (violinista)
- Angulo Canales (violinista)
- Jorge Gonzales "Patrón de Huaycahuacho" (violinista)
- Fredy Valenzuela (violinista)
- Danny Gonzales "Gintilcha de Huaycahuacho" (violinista)
- Eder Gonzales "Hatun Mayu de Huaycahuacho" (danzante de tijeras)

- Jose Canales (cantante)
- Maruja Palomino (cantante)
- Julia Tito (cantante)
- Asunta Valenzuela (cantante)
- Sandy Huamani (cantante)
- Elizabeth Canales (cantante)
- Jaime López (Arpista)

## Personalidades representativas
- Ana Condori Sulca  "Siwar Q'ente" (cantante de lírica andina)
- Gregorio Condori "Lapla de Huaycahuacho" (músico intérprete del arpa andina con trayectoria nacional e internacional)
- Yanira Ccencho "Musquriy" (docente influencer y activista quechua)

## Calendario Festivo
- Enero: Musuq Wata (Año nuevo)
- Febrero: Carnaval, Pipulu, Yunsa.
- Marzo: Festival de la Tuna y la Cochinilla, Qumpi - Wayta Watay (Semana Santa)
- Abril:  Qumpi - Wayta Watay (Semana Santa)
- Mayo: Mes de aniversario de creación distrital (día central 21 de mayo)
- Junio: Día del Campesino
- Julio: Fiesta patronal en honor a la sagrada imagen de la Abuelita (Mamacha) Santa Ana. Día central 26 de julio. Toril. Fiestas Patrias.
- Agosto: Waka Irakuy (herranza) "arutichikuy"
- Septiembre: Fiesta Patronal de "Tayta Isiku" San Isidro Labrador Yarqa Allay (Fiesta del agua o Yaku Raymi) Ccayra Albergunischa
- Octubre: Yapukuy (siembra)
- Noviembre: Aya Marqay Punchaw (Día de los Muertos)
- Diciembre: Navidad. Pastores y Huaylías, Waylla Apay

## Baños Termales de Chuspiray

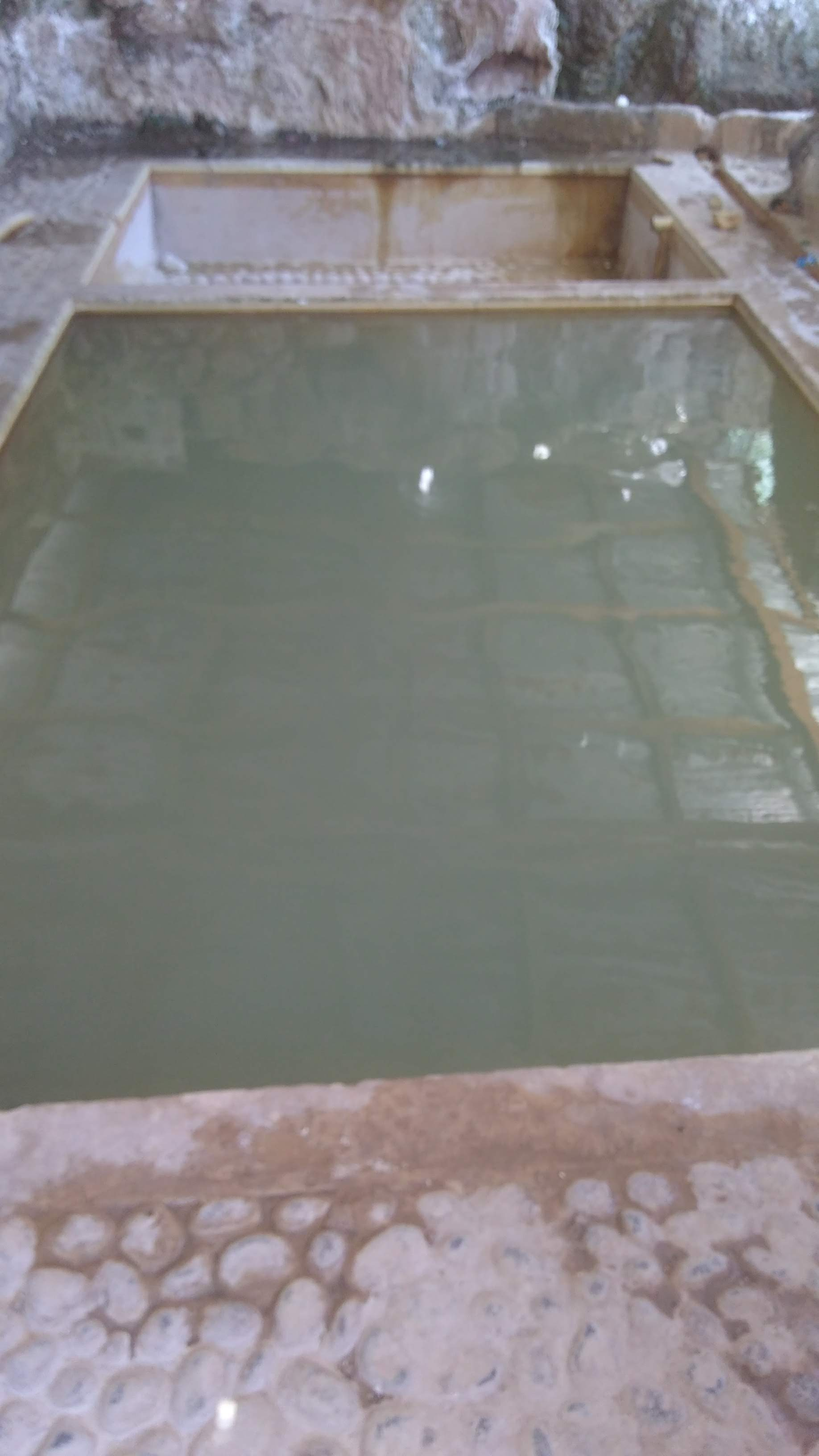
Baños termales de Chuspiray

Cerca al cauce del Hatun Mayu, mismo que proviene del río Sondondo, se ubica los baños termales de Chuspiray, en el cual emerge gran cantidad de aguas minerales que contienen cualidades medicinales. Para llegar a Chuspiray existen dos vías; con movilidad a solo 10 minutos, mientras que a pie demora alrededor de 30 a 40 minutos del pueblo. Al llegar al lugar los baños termales está dentro de una casita y cuenta con dos piscinas  y también a unos pasos  cuenta con 2 cuartos que sirven de cambiador y afuera hay dos mesitas tradicionales con su respectiva sombrilla de ichu para que puedan disfrutar su rico almuerzo o piqueo con una hermosa vista hacia el río Hatun Mayu.
Además de las pozas calientes,  se puede disfrutar de un gran día campestre en contacto con la naturaleza  y en compañía de la familia y amigos. El espacio cuenta con amplia playa de estacionamiento y compartimentos de vestuario. Es pet friendly, apto para mascotas. Cerca del lugar hay una piscigranja, por si decide comprar las ricas truchas.
Mientras recorres la ruta para llegar a los baños termales puedes disfrutar de una hermosa vista del bosque inmenso  de tunas (nopales) llamado Fundo Comunal Ccechua, y desde un punto que comienza la bajada hacia el río puedes aprovechar en tomarte una hermosa foto con el Bello Durmiente.